# 쌍봉사
화순 쌍봉사(和順 雙峰寺)는 대한민국 전라남도 화순군 이양면 증리 사동마을에 있는 절이다. 2014년 12월 26일 전라남도의 기념물 제247호로 지정되었다.
사명(寺名)은 신라 승려 도윤이 자신의 호인 쌍봉(雙峰)을 따서 이름 붙인 것이다.

## 역사
곡성 태안사에 있는 혜철 부도비에 혜철이 신무왕 원년(839)에 당나라에서 돌아온 후 쌍봉사에서 여름을 보냈다는 내용이 있는 것으로 보아 적어도 839년 이전에 창건되었을 것으로 보고 있다. 철감선사 도윤의 주석(駐錫)으로 사세(寺勢)가 커졌다. 나말여초기(羅末麗初期)에는 견훤 세력을 후원했던 것으로 보인다. 고려 시대에는 최씨무신정권 3대 집권자인 최항이 쌍봉사의 주지를 지냈다는 점을 볼 때 사세가 대단했을 것으로 보인다. 이후 조선 시대와 일제강점기를 거치면서 점차 사세가 꺾여 갔다. 1911년에는 사찰령의 시행으로 해남 대흥사의 말사(末寺)로 편입되었다. 해방 후 대한불교 조계종의 성립으로 조계종 제21교구 송광사(松廣寺)의 말사로 편입돼 현재에 이른다.
건물은 여러 번의 중창을 거듭하다가 1597년 정유재란 때 일본군에 의해 대부분의 건물과 재산이 소실되었고 1950년 6 · 25 때 대부분의 건물이 소실되었다. 극락전과 대웅전만이 보존되어 오다가 1984년 3층 목조탑 대웅전마저 소실되었다. 그 후 1986년에 대웅전이 복원되고 해탈문 · 요사채 · 종각이 건립되었고 1997년에는 철감선사탑 탐방로 정비와 육화당 신축 공사가 있었다. 경내 문화재로 철감선사탑(국보 제57호)과 탑비(보물 제170호)가 있고 목탑으로 쌍봉사 삼층목조탑이 있다.

## 철감선사탑
쌍봉사 철감선사탑(雙峰寺澈鑑禪師塔)은 국보 제57호로 전라남도 화순군 이양면 쌍봉사에 있는 부도(浮屠)로 신라 말기에 건립되었다. 8각 원당 형식(圓堂形式)에 조각이 정교하고 치밀하며, 높이는 2.3m이다.

## 대웅전
쌍봉사 대웅전(雙峰寺 大雄殿)은 상륜(相輪)이나 찰주(擦柱)가 없어 탑파라고 보기는 힘드나 전체적인 형태가 3층목탑의 형식을 가지고 있어 법주사 팔상전과 함께 목탑의 예로써 귀중하다.
3층이 모두 각 면이 1간으로 되었고 탑신이 세장(細長)하다. 지붕은 1층, 2층이 우진각이고 3층이 팔작인데 길게 뻗은 무거운 처마에 맞추기 위해 포(包)는 각 면에 2개를 첨가한 다포(多包)로 되어 있다.
근년 중수시에 나온 상량문(上樑文)에 의해 조선 경종(景宗) 4년(1724)에 세 번째 중건(重建)한 것임이 드러났다. 1984년 4월 3일 화재로 소실되어 보물 지정이 해제되었다. 현재 있는 대웅전은 1986년 네 번째 중건된 것이다.

## 사진

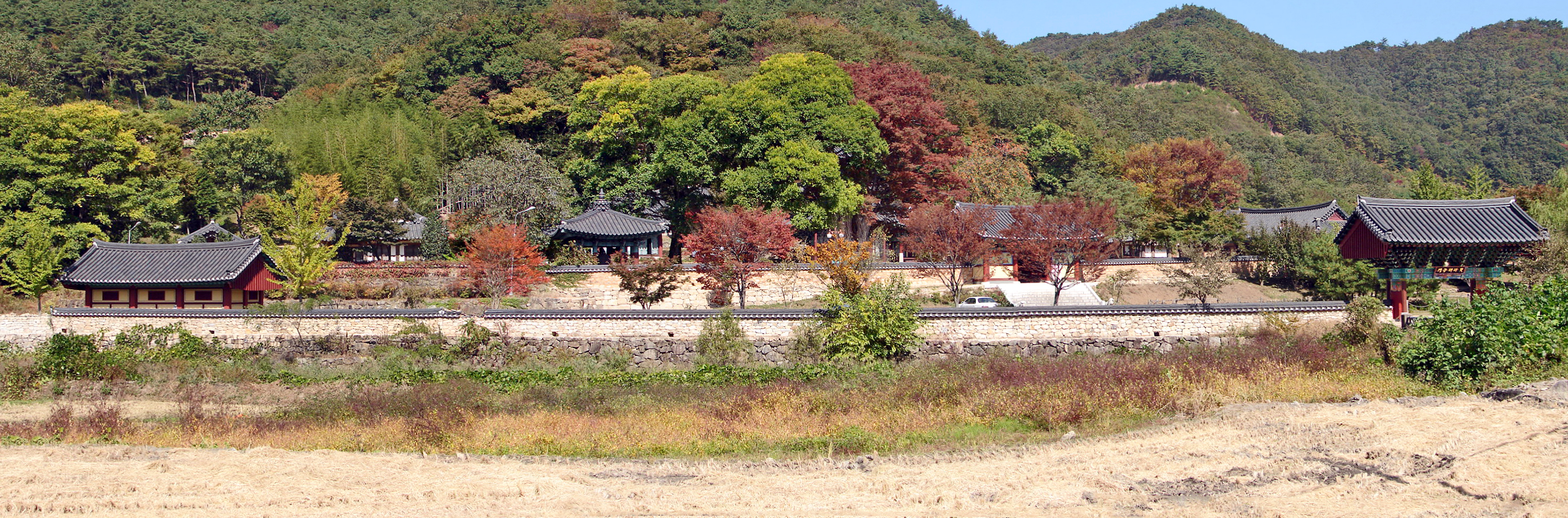
전경
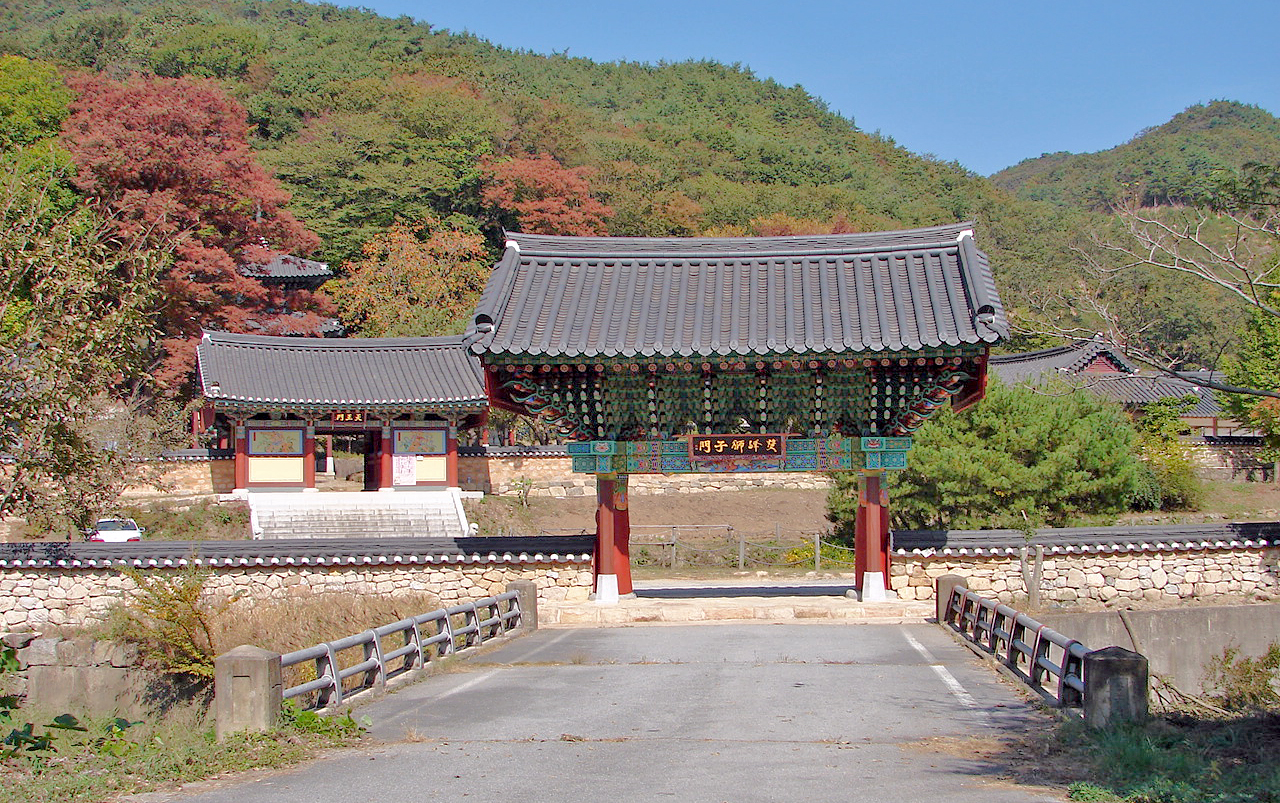
일주문과 천왕문
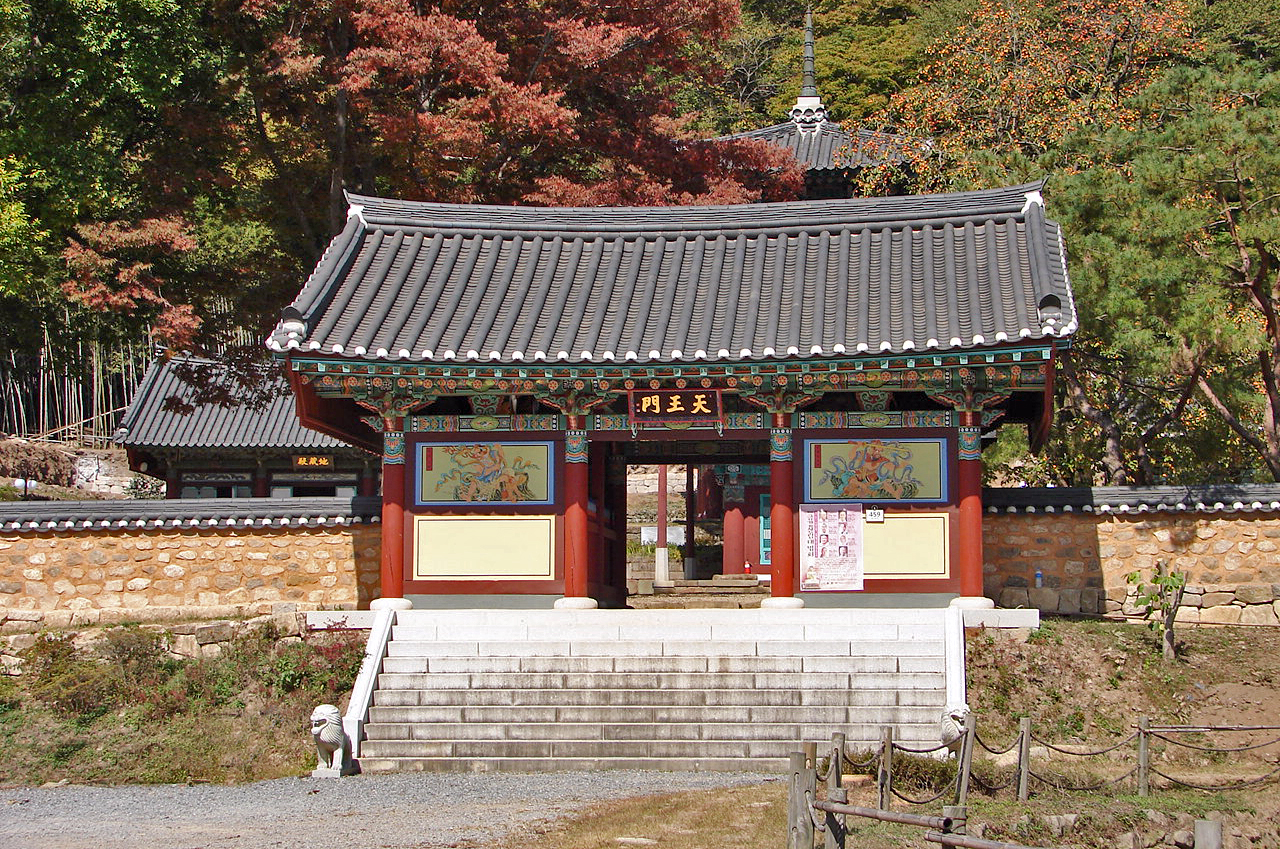
천왕문
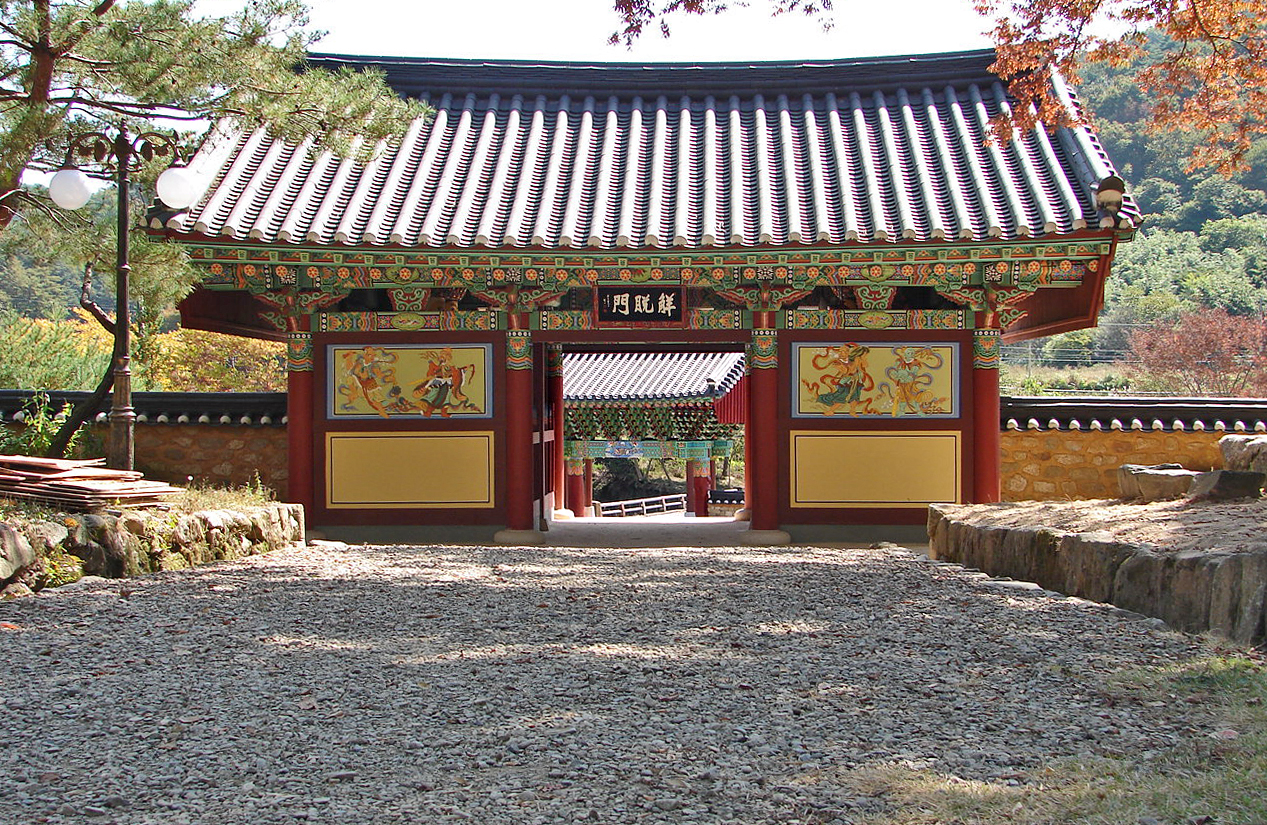
해탈문
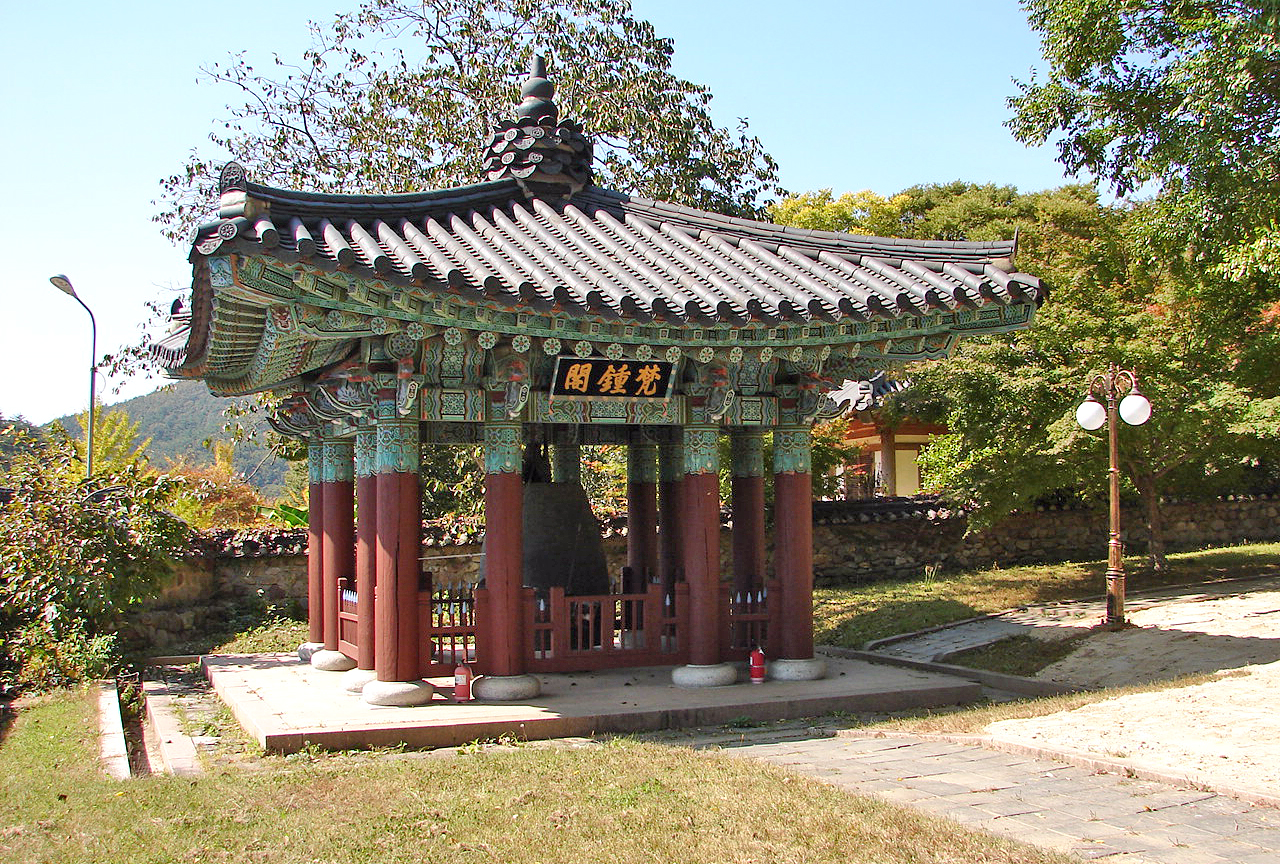
범종각
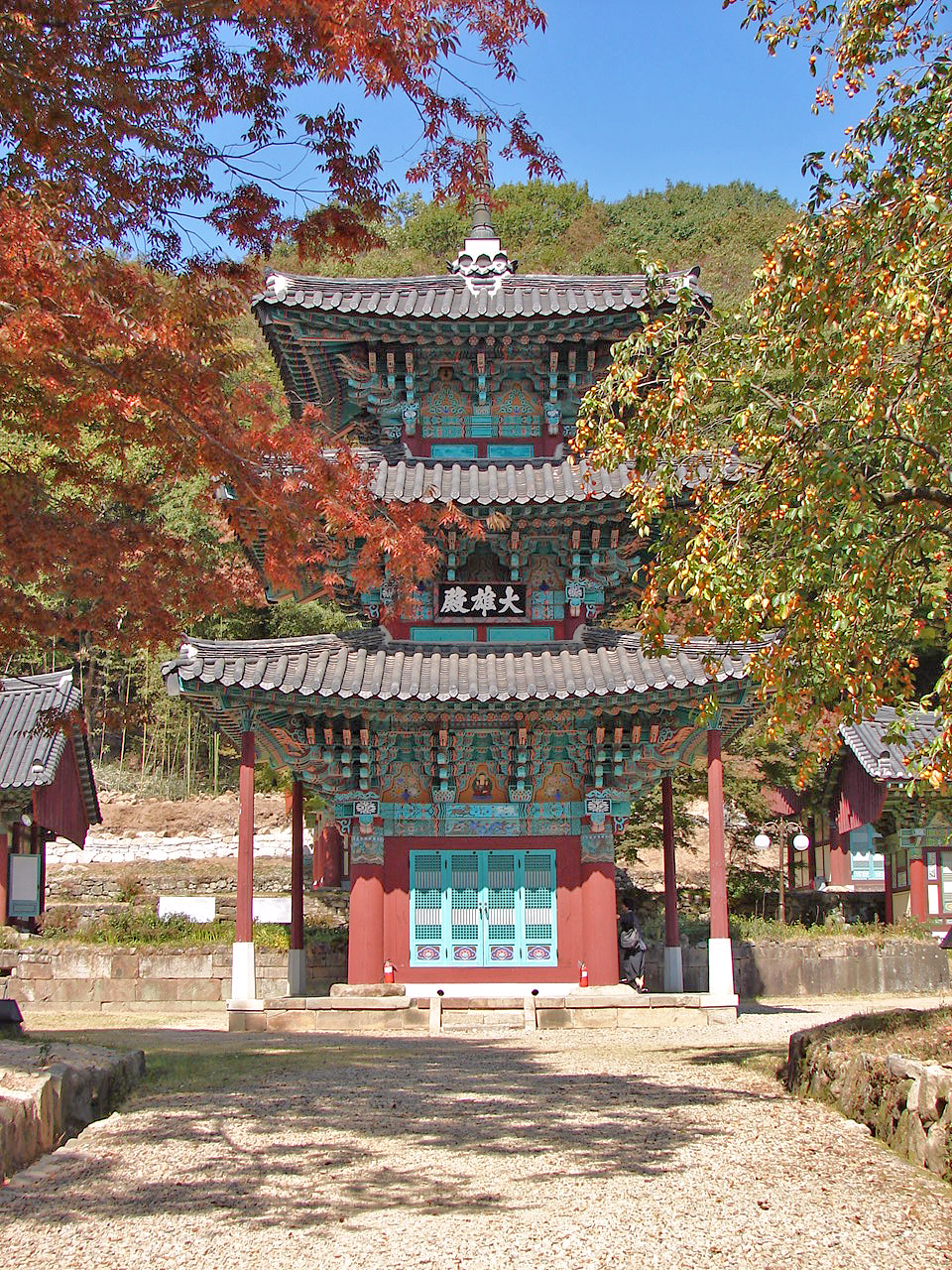
대웅전
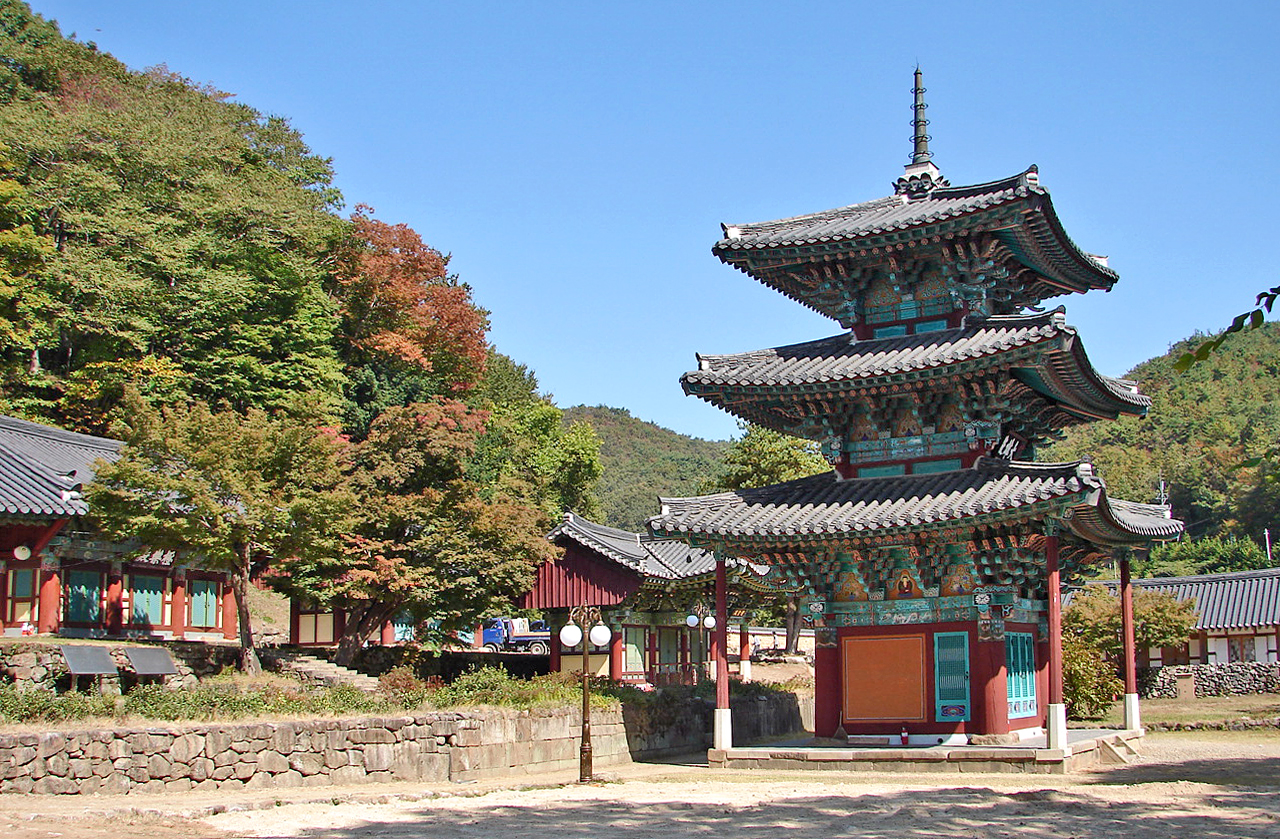
대웅전과 극락전
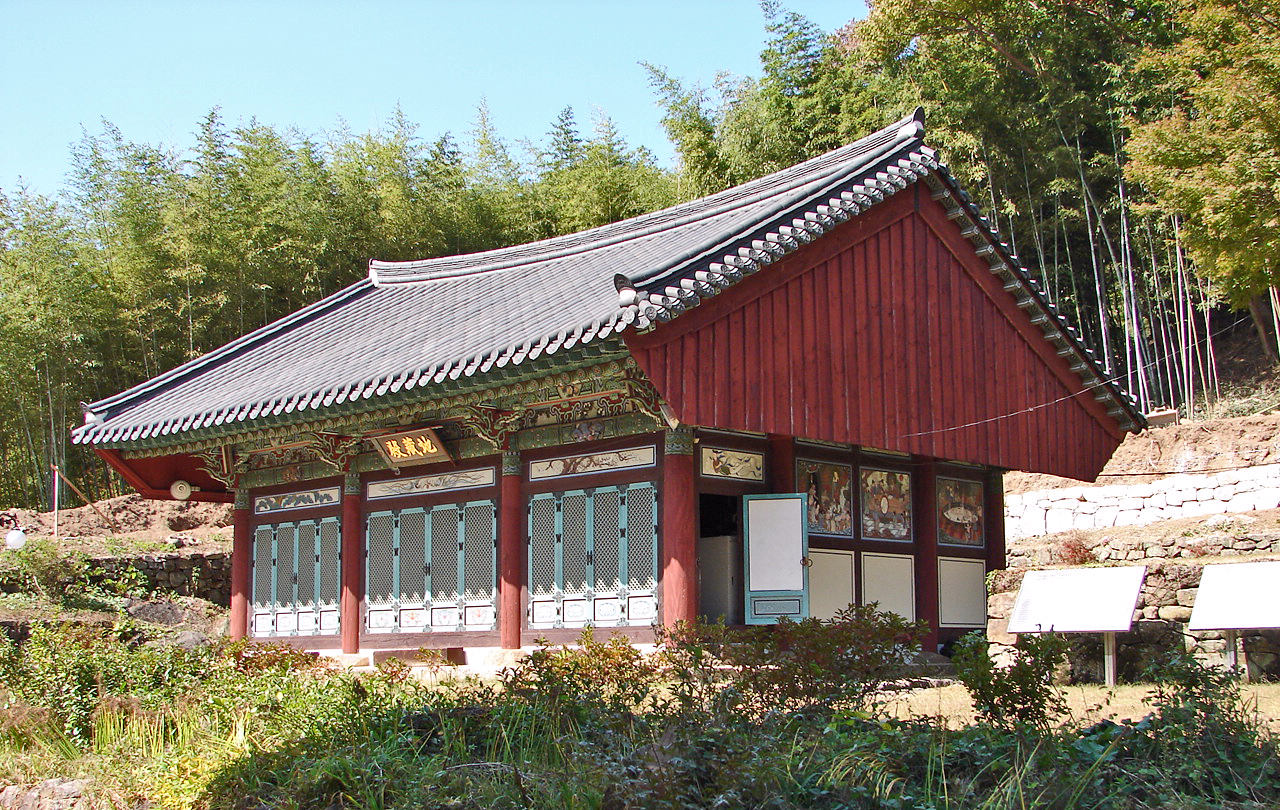
지장전
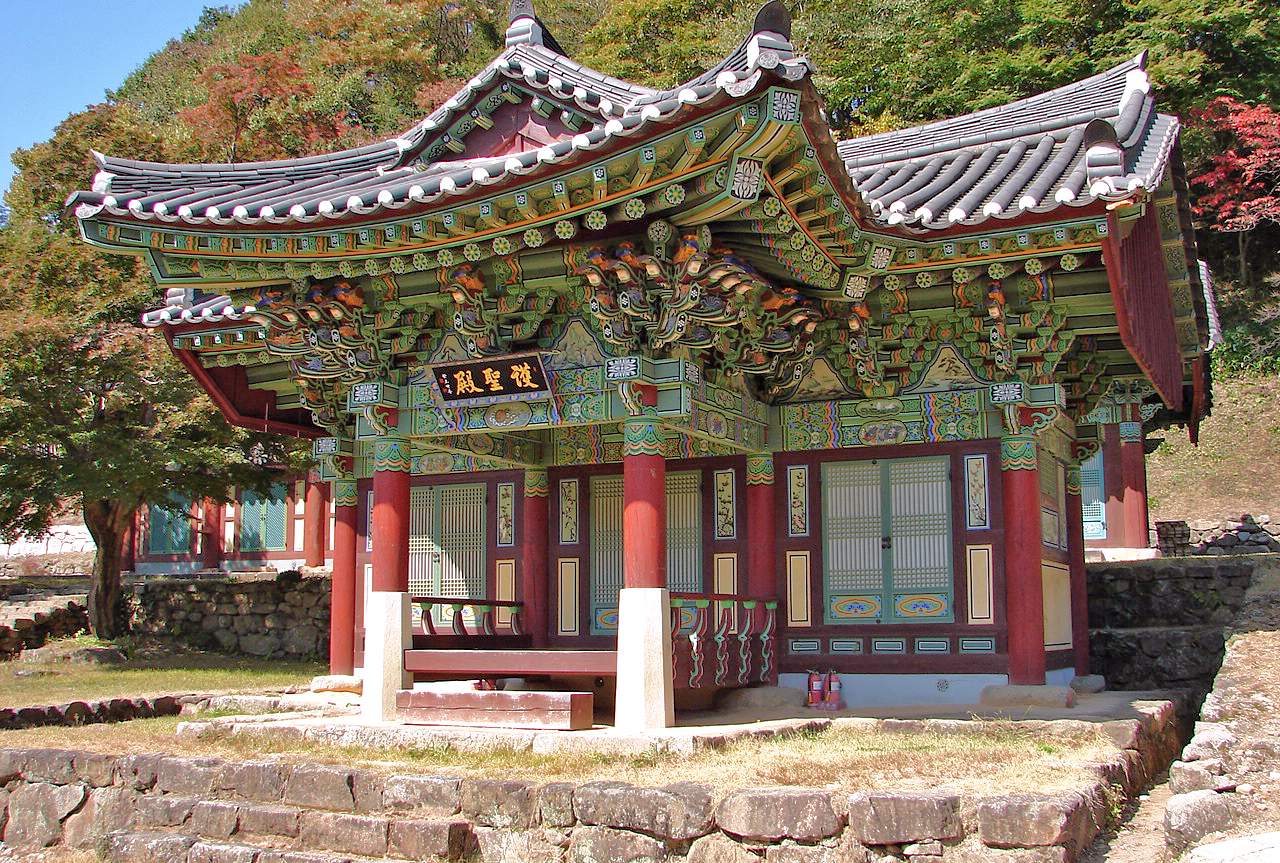
호성전

## 참고 문헌
- 이 문서에는 다음커뮤니케이션(현 카카오)에서 GFDL 또는 CC-SA 라이선스로 배포한 글로벌 세계대백과사전의 내용을 기초로 작성된 글이 포함되어 있습니다.

## 참고 자료
- 화순 쌍봉사 - 국가유산청 국가유산포털